# Węglewska Matka Boża Wspomożycielka Piastowskiej Ziemi – Pani z Wyspy
Węglewska Matka Boża Wspomożycielka Piastowskiej Ziemi – Pani z Wyspy – uważany za cudowny obraz pędzla nieznanego artysty, kopia bizantyjskich przedstawień Matki Bożej, powstała zapewne w XVII/XVIII w., przechowywany w kościele św. Katarzyny Aleksandryjskiej w Węglewie.
Matka Boża trzyma Dzieciątko przytulone do policzka i trzymające dłoń w dłoni Matki (forma przedstawienia zwana Umilenie). U dołu obrazu napis Ex Avtographo S. Lvcae Antigraphos oraz greckie i łacińskie cytaty z psalmów.
Brak jest informacji, jak obraz trafił do kościoła w Węglewie, jednak miejscowa legenda głosi, iż pierwszy obraz Pani Węglewskiej ufundowała dla nowo powstałej parafii kasztelania na Ostrowie Lednickim, czyli obraz przywędrował z wyspy – stąd Pani z Wyspy.